# Hecate Chasma (quadrangle)

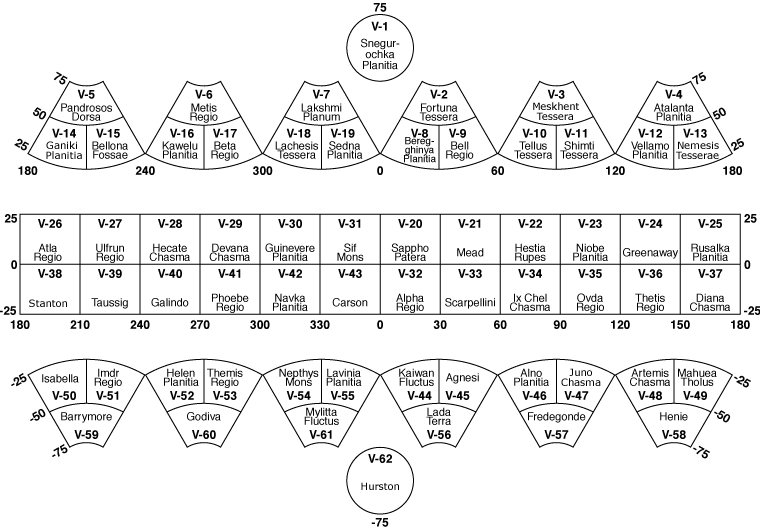
Quadrangles op Venus op schaal 1 : 5.000.000

Hecate Chasma (V–28; breedtegraad 0°–25° N, lengtegraad 240°–270° E) is een quadrangle op de planeet Venus. Het is een van de 62 quadrangles op schaal 1 : 5.000.000. Het quadrangle werd genoemd naar de gelijknamige kloof die op zijn beurt is genoemd naar Hekate, een chthonische godin uit de Griekse mythologie.

## Geologische structuren in Hecate Chasma
Chasmata
- Hanwi Chasma
- Hecate Chasma
- Zverine Chasma

Coronae
- Acrea Corona
- Ak-Ene Corona
- Aruru Corona
- Gashan-Ki Corona
- Nei -Teukez Corona
- Prthivi Corona
- Rind Corona
- Sinlaku Corona
- Taranga Corona
- Tari Pennu Corona

Fluctus
- Sobra Fluctus

Inslagkraters
- Akeley
- Alina
- Baranamtarra
- Beecher
- Gaze
- Higgins
- Johanna
- Leyster
- Montez
- Nuriet
- Pat
- Ul'yana
- Wheatley
- Yvette

Montes
- Ixtab Mons
- Kono Mons
- Nazit Mons
- Polik-mana Mons
- Wyrd Mons
- Xochiquetzal Mons

Paterae
- Garbo Patera
- Serova Patera
- Shulzhenko Patera

Planitiae
- Hinemoa Planitia

Regiones
- Asteria Regio

Tholi
- Iaso Tholus
- Lama Tholus
- Nipa Tholus
- Pajan Yan Tholus
- Paoro Tholi